# المدى المفتوح
المدى المفتوح (بالإنجليزية: Open Range)‏ هو فيلم أمريكي من إخراج كيفين كوستنر وبطولة روبرت دوفال، كيفين كوستنر، آنيت بنينغ، مايكل غامبون ومايكل جتير، صدر الفيلم في 15 أغسطس 2003.

## روابط خارجية
المدى المفتوح على موقع IMDb (الإنجليزية)
- المدى المفتوح على موقع ميتاكريتيك (الإنجليزية)
- المدى المفتوح على موقع روتن توميتوز (الإنجليزية)
- المدى المفتوح على موقع نتفليكس (الإنجليزية)
- المدى المفتوح على موقع قاعدة بيانات الأفلام العربية
- المدى المفتوح على موقع ألو سيني (الفرنسية)
- المدى المفتوح على موقع Turner Classic Movies (الإنجليزية)
- المدى المفتوح على موقع أول موفي (الإنجليزية)
- المدى المفتوح على موقع بوكس أوفيس موجو (الإنجليزية)
- المدى المفتوح على موقع فيلمافينيتي (الإسبانية)